# Erebomorpha
Erebomorpha là một chi bướm đêm thuộc họ Geometridae.

## Các loài
- Erebomorpha consors Butler, 1878
- Erebomorpha fulguraria Walker, 1860
- Erebomorpha fulgurita Walker, 1860